# Hniezdyczna
Hniezdyczna, Gniezdyczno – wieś na Ukrainie w rejonie tarnopolskim należącym do obwodu tarnopolskiego.
Do 2020 w rejonie zbaraskim.